# Macrocyclops
Macrocyclops is een geslacht van eenoogkreeftjes uit de familie van de Cyclopidae.

## Soorten
- Macrocyclops albidus (Jurine, 1820)
- Macrocyclops annulicornis (Koch, 1838)
- Macrocyclops ater (Herrick, 1882)
- Macrocyclops baicalensis Mazepova, 1962
- Macrocyclops bistriatus (Koch, 1838)
- Macrocyclops coronatus (Claus, 1857)
- Macrocyclops distinctus (Richard, 1887)
- Macrocyclops fuscus (Jurine, 1820)
- Macrocyclops monticola Ishida, 1994
- Macrocyclops neuter Kiefer, 1931
- Macrocyclops oithonoides Roen, 1957
- Macrocyclops oligolasius Kiefer, 1938
- Macrocyclops signatus (Koch, 1838)
- Macrocyclops tenuicornis (Claus, 1857)